# (15818) DeVeny
(15818) DeVeny est un astéroïde de la ceinture principale.

## Description
(15818) DeVeny est un astéroïde de la ceinture principale. Il fut découvert le 12 septembre 1994 à Kitt Peak par le projet Spacewatch. Il présente une orbite caractérisée par un demi-grand axe de 2,36 UA, une excentricité de 0,07 et une inclinaison de 0,8° par rapport à l'écliptique.

## Compléments